# ドミニク・ボナ
ドミニク・ボナ (Dominique Bona: 1953年7月29日 - ) は、フランスの小説家、伝記作家。女性画家ベルト・モリゾ、女性彫刻家カミーユ・クローデル、ダリの妻ガラ・エリュアール、アンドレ・マルローの妻クララ・マルロー、ポール・ヴァレリーの最晩年の恋人ジャン・ヴォワリエなど女性の伝記を多く著している。ルノードー賞、アンテラリエ賞、ゴンクール伝記賞などの権威のある文学賞を受賞し、2013年にアカデミー・フランセーズ会員に就任した。

## 背景
ドミニク・ボナは1953年7月29日、南仏のペルピニャン（オクシタニー地域圏、ピレネー＝オリアンタル県）にドミニク・アンリエット・マリー・コントとして生まれた。父アルチュール・コント(1920-2013) は歴史学者、作家、政治家（ピレネー＝オリアンタル県議員）で、ORTF会長を務めた。邦訳に『ヤルタ会談 世界の分割』がある。弟のピエール・コントは出版社エディティスの最高経営責任者である。

## 教育
地元のコングレガシオン・デ・ダム・ド・サン＝モール修道会の私立校で初等教育、パリで中等教育を受け、7区のリセ・ヴィクトル＝デュリュイを卒業。さらにパリ第4 パリ＝ソルボンヌ大学（2018年からソルボンヌ大学）に進学。パリ＝ソルボンヌ大学で修士号を取得し、1975年に現代文学の一級教員資格（アグレガシオン）を取得した。修士論文は「12～13世紀文学における妖精と魔女」である。

## 執筆活動
1981年に最初の小説『盗まれた時間』を発表。1987年には最初の評伝『ロマン・ガリー』を発表した。この間、文芸評論家としても活躍し、1980年から1985年まで『ル・コティディアン・ド・パリ』、1985年から2004年まで『フィガロ・リテレール』、2004年以降は『ル・ジュルナル・デュ・ディマンシュ』フェミナ版に記事を掲載している。また、ラジオ局フランス・アンテル、フランス・キュルチュールの文学番組も担当した。

## アカデミー・フランセーズ
2013年4月18日、アカデミー・フランセーズ会員に就任した（席次33、ミシェル・モールの後任）。マルグリット・ユルスナール(1980年選出)、ジャクリーヌ・ド・ロミリ(1988年選出)、エレーヌ・カレール・ダンコース(1990年選出)、フロランス・ドゥレ(2000年選出)、アシア・ジェバール (2005年選出)、シモーヌ・ヴェイユ (2008年選出)、ダニエル・サルナーヴ(2011年選出) に次ぐ8人目の女性会員である。就任式でボナの演説に応えたジャン＝クリストフ・リュファンは、女性を会員として選出すべきか否かを議論し、結論は常に否であった時代が過去のものになったことを称えた。
ルノードー賞と地中海賞の審査員を務めている。

## 著書
- 1981年：Les Heures volées (盗まれた時間) - Mercure de France（小説）--- 故郷のペルピニャンとバルセロナを舞台にした小説[10]。
- 1984年：Argentina (アルヘンティーナ) - Mercure de France（小説）--- 第一次大戦で痛手を負い、移民としてアルゼンチンに渡ったフランス北部出身の20歳のジャン・フラマンの物語[11]。
- 1987年：Romain Gary (ロマン・ガリー) - Mercure de France（伝記）--- 1914年にモスクワに生まれフランスに帰化したロマン・ガリーを様々な側面 ― 作家（筆名エミール・アジャールで2度目のゴンクール賞受賞）、自由フランス軍兵士、外交官（仏外務省勤務、ロサンゼルス駐在領事）、ジーン・セバーグの夫 ― から描いた伝記[12]。

- 1989年：Les Yeux noirs ou les vies extraordinaires des sœurs Heredia - J.-Cl. Lattès（伝記）
  - 『黒い瞳のエロス ― ベル・エポックの三姉妹』(川瀬武夫, 北村喜久子訳, 筑摩書房, 1993) --- 詩人ジョゼ＝マリア・ド・エレディア（フランス語版）の三人娘の生涯を軸に、ピエール・ルイス、アンリ・ド・レニエ（フランス語版）、ガブリエーレ・ダンヌンツィオ、マルセル・プルーストなどベル・エポックのパリに生きた作家の人生を交錯させて描く作品[13]。

- 1992年：Malika (マリカ) - Mercure de France（小説）--- サントロペ近郊で夏の休暇を過ごすポール＝マルタン家に家事・育児の手伝いとして雇われたモロッコ生まれの若い女性マリカが、一家の日常を根底から覆していく。捉えがたくも圧倒的な存在感を放つ一人の女性像を描いた作品として評価された[14][15]。

- 1995年：Gala, la muse redoutable - Flammarion（伝記）
  - 『ガラ ― 炎のエロス』(岩切正一郎訳, 筑摩書房, 1997) --- ロシア生まれで、画家ダリの創造の女神として知られる妻ガラの生涯を、前夫で詩人のポール・エリュアール、親密な関係にあった画家マックス・エルンストらの芸術家との関わりにおいて描く小説風の伝記[16]。

- 1996年：Stefan Zweig, l’ami blessé (シュテファン・ツヴァイク ― 傷ついた友) - Plon（伝記）--- シュテファン・ツヴァイク評伝。ツヴァイク文学の魅力を追究した重要な参考文献の一つとされる[17]。
- 1998年：Le Manuscrit de Port-Ébène (ポール＝エベーヌの手記) - Grasset（小説）--- 18世紀、フランスの植民地サン＝ドマングのサトウキビプランテーション経営者の娘で「サン＝ドマング婦人」と呼ばれた女性。あまりにも奔放な行動により家名を汚した彼女が残した手記がヴィルヌーヴ＝レ＝マグローヌの農家で発見された。自由に生きて愛した一人の女性の生涯をサン＝ドマングの歴史、フランス革命、ハイチ革命（奴隷制）の歴史と交錯させながら描く歴史小説[18]。

- 2000年：Berthe Morisot, le secret de la femme en noir - Grasset（伝記）
  - 『黒衣の女ベルト・モリゾ ― 1841-95』(持田明子訳, 藤原書店, 2006) --- エドゥアール・マネの絵画に多く描かれた女性画家ベルト・モリゾの生涯をマネとの関係を中心に描いた伝記[19]。

- 2002年：Il n’y a qu’un amour (愛はひとつだけ) - Grasset（伝記）--- 作家アンドレ・モーロワの生涯を3人の女性 ― ポーランドの伯爵の娘で、31歳で流産の後遺症で亡くなった最初の妻ジャニーヌ・ド・シムキエヴィッチ、アナトール・フランスの愛人の孫娘で劇作家ガストン・アルマン・ド・カイヤヴェ（フランス語版）の娘であった後妻シモーヌ・ド・カイヤヴェ、蠱惑的なペルー人女性マリア・デ・ラス・ドローレス・ガルシア ― との関係を通して描いた伝記[20]。
- 2004年：La Ville d’hiver (避寒地)- Grasset（小説）--- アルカションの高台にあるベル・エポックの館「テレーザ邸」に暮らすサラ。ガブリエーレ・ダンヌンツィオの伝記作家で詩人のロシア人女性。二人の出会いを通じてダンヌンツィオの愛人たちが生きた過去が描かれる[21]。
- 2006年：Camille et Paul, la Passion Claudel (カミーユとポール ― クローデルの情熱) - Grasset（伝記）--- 女性彫刻家カミーユ・クローデルと作家ポール・クローデルの姉弟の生涯が「初めて一つの伝記として描かれることになった」[22]。
- 2010年：Clara Malraux, « Nous avons été deux » (クララ・マルロー ― 「私たちは二人だった」) - Grasset（伝記）--- アンドレ・マルローの最初の妻で1947年に離婚するまで闘いを共にし、さらに1982年に亡くなるまで「どのような苦境にあっても愛し抜いた男」の姓を通したクララ・マルローの伝記[23]。
- 2010年：Camille Claudel, la femme blessée (カミーユ・クローデル ― 傷ついた女) - Éditions du huitième Jour（伝記）--- ロダンとの決別後のカミーユ・クローデルの人生、苦悩を描いた作品[24]。
- 2012年：Deux sœurs. Yvonne et Christine Rouart, les muses de l’impressionnisme - Grasset（伝記）
  - 『印象派のミューズ ― ルロル姉妹と芸術家たちの光と影』 (永田千奈訳, 白水社, 2015) --- オランジュリー美術館所蔵のルノワールの名画『ピアノを弾くイヴォンヌとクリスティーヌ・ルロル』。絵のモデルはパリの資産家アンリ・ルロルの二人の娘。19世紀末、ルロル家のサロンは、ルノワールのほか、エドガー・ドガ、モーリス・ドニ、クロード・ドビュッシー、エルネスト・ショーソン、アンドレ・ジッド、ポール・ヴァレリーらの芸術家や作家が集う社交場であった。ルロル姉妹の生涯を幸福な少女時代から結婚後の失望、悲劇までたどった作品[25]。

- 2014年：Les Rouart - De l'Impressionnisme au réalisme magique (ルアール家 ― 印象派からマジックリアリズム) - Gallimard（伝記）--- ルロル姉妹がそろって嫁いだ実業家・コレクターのルアール家のアンリ、エルネスト、オーギュスタンの生涯に焦点を当てた作品[26]。
- 2014年：Je suis fou de toi. Le grand amour de Paul Valéry (君に夢中 ― ポール・ヴァレリーの大恋愛) - Grasset（伝記）--- ポール・ヴァレリーの最晩年の恋人で、ジャン・ジロドゥ、サン＝ジョン・ペルス、クルツィオ・マラパルテ、エミール・アンリオ、ロベール・ドゥノエル（フランス語版）の恋人でもあった作家・出版社経営者のジャン・ヴォワリエ（本名ジャンヌ・ロヴィトン）の魅力をヴァレリーとの関係を通して描いた作品[27]。
- 2017年：Colette et les siennes (コレットと女友達) - Grasset（伝記）--- 作家コレット、女優マルグリット・モレノ（フランス語版）、作家アニー・ド・ペーヌ（フランス語版）、女優ミュジドラ。強い個性を放つ4人の自由な女性の生涯にわたる関係を描いた作品[28]。
- 2019年：Mes vies secrètes (私の秘められた生活) - Gallimard（回想録）--- ドミニク・ボナ自身が告解の形式で自らの人生を語った回想録。

## 受賞
- 『マリカ』でアンテラリエ賞（1992年）
- 『ガラ ― 炎のエロス』で地中海賞（フランス語版）（1994年）
- 『ポール＝エベーヌの手記』でルノードー賞（1998年）
- 『黒衣の女ベルト・モリゾ』でゴンクール伝記賞（2000年）
- ピエール・ド・モナコ大公財団文学賞（2010年）

## 栄誉
- レジオンドヌール勲章オフィシエ（2017年）[29]
- 国家功労勲章オフィシエ（2014年）[30]
- 芸術文化勲章オフィシエ[31]
- 教育功労章[31]